# Nhà thờ Thánh George (Lalibela)

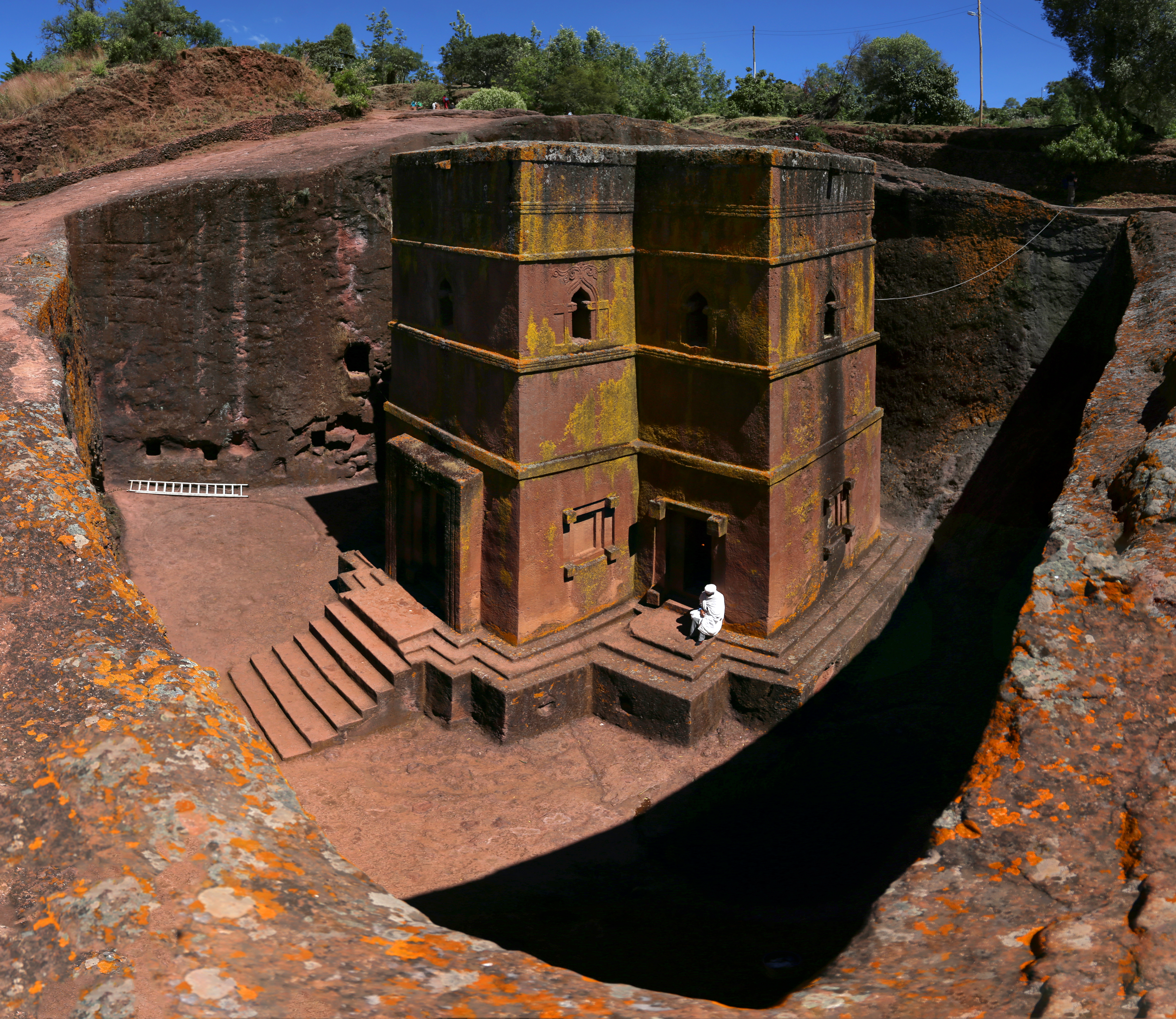
Nhà thờ Thánh George hình chữ thập, được gọt đẽo từ một khối đá

Nhà thờ Thánh George (tiếng Amhara: Bete Giyorgis) là một nhà thờ đẽo gọt từ đá nguyên khối ở Lalibela, thuộc khu vực Amhara tại Ethiopia. Nhà thờ này là một trong số 11 nhà thờ nằm trong khu vực Lalibela. Nó nổi tiếng nhất trong số này và được xây dựng sau nhất (khoảng đầu thế kỷ 13) và đã từng được coi là "Kỳ quan thứ tám của Thế giới". Kích thước của tổ hợp nhà thờ này là 25 m × 25 m × 30 m, và có một ao rửa tội nhỏ bên ngoài nhà thờ nối với một con mương nhân tạo.
Theo lịch sử văn hóa Ethiopia, Bete Giyorgis được xây dựng sau khi vua Gebre Mesqel Lalibela của triều đại Zagwe có một giấc mơ, trong đó ông nhận được chỉ dẫn xây dựng nhà thờ; Thánh George và Chúa Trời đều được coi là những người đã chỉ dẫn cho vị vua này.

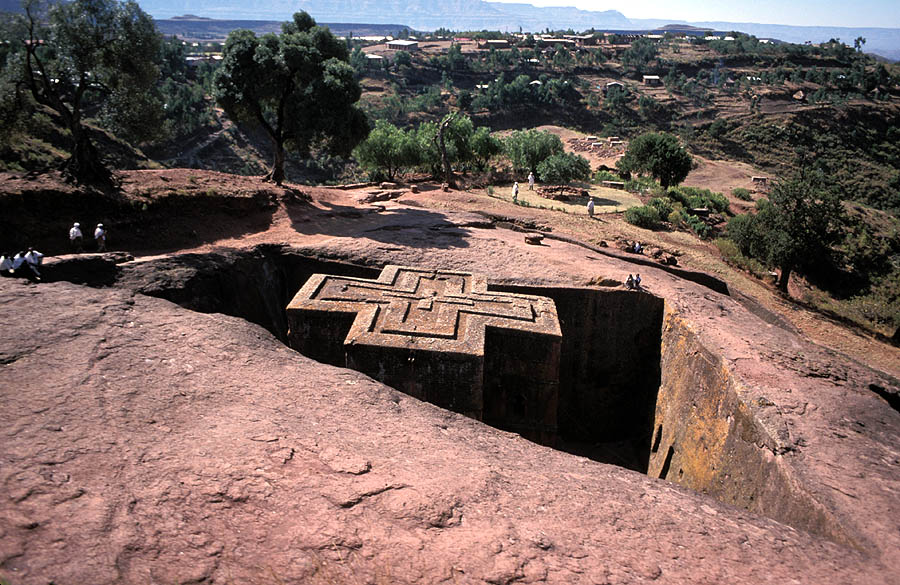
Bete Giyorgis nhìn từ trên cao, một trong các nhà thờ đẽo gọt từ đá ở Lalibela

Vào thời điểm năm 2006, Lalibela vãn là khu vực hành hương cho các giáo đồ của Nhà thờ Tewahedo Chính thống giáo Ethiopia. Nhà thờ này là một phần của Di sản thế giới của UNESCO, gọi chung là Các nhà thờ đẽo gọt từ đá tại Lalibela.